# Agrypon yanshanense
Agrypon yanshanense là một loài tò vò trong họ Ichneumonidae.